# غريتل إرليخ
غريتل إرليخ (بالإنجليزية: Gretel Ehrlich)‏ هي مقالاتية أمريكية، ولدت في 21 يناير 1946 في سانتا باربارا في الولايات المتحدة.